# Eggøykalven
Eggøykalven (deutsch auch Kalbinsel oder das Kalb) ist eine Felseninsel, die der norwegischen Insel Jan Mayen vorgelagert ist. Sie liegt weniger als 100 Meter westlich von Eggøyodden, der Südwestspitze der Halbinsel Eggøya.
Sie erhielt ihren Namen von der Norwegischen Nordmeerexpedition (1876–1878) und erscheint erstmals als Kalb I. auf der von Carl Fredrik Wille (1830–1913) und Henrik Mohn 1878 in Petermanns Geographischen Mitteilungen veröffentlichten deutschsprachigen Karte Jan Mayens, die unter Verwendung von William Scoresbys Karte von 1820 auf Vermessungen von 1877 beruht. Auf der dänischsprachigen Karte im Expeditionsbericht (1882) trägt das Eiland den Namen Ægö-Kalven. In Emil von Wohlgemuths Bericht zur österreichischen Expedition zum Ersten Internationalen Polarjahr 1882/1883 findet die Insel durchweg als das Kalb Erwähnung.